# Grand Prix Júnior de Patinação Artística no Gelo no Japão
O Grand Prix Júnior de Patinação Artística no Gelo no Japão (muitas vezes intitulado: SBC Cup) é uma competição internacional de patinação artística no gelo de nível júnior. A competição é organizada pela União Internacional de Patinação (ISU), e disputada no outono, em alguns anos, como parte do Grand Prix Júnior de Patinação Artística no Gelo.

## Edições
| Ano        | Edição               | Cidade sede          | Júnior               | Júnior               | Júnior               | Júnior               | Ref                  |
| Ano        | Edição               | Cidade sede          | M                    | F                    | P                    | D                    | Ref                  |
| ---------- | -------------------- | -------------------- | -------------------- | -------------------- | -------------------- | -------------------- | -------------------- |
| 1999       | 1.ª                  | Nagano               | •                    | •                    | •                    | •                    | [ 1 ]                |
| 2000       | Não houve competição | Não houve competição | Não houve competição | Não houve competição | Não houve competição | Não houve competição | Não houve competição |
| 2001       | 2.ª                  | Nagano               | •                    | •                    | •                    | •                    | [ 2 ]                |
| 2002       | Não houve competição | Não houve competição | Não houve competição | Não houve competição | Não houve competição | Não houve competição | Não houve competição |
| 2003       | 3.ª                  | Okaya                | •                    | •                    | •                    | •                    | [ 3 ]                |
| 2004       | Não houve competição | Não houve competição | Não houve competição | Não houve competição | Não houve competição | Não houve competição | Não houve competição |
| 2005       | 4.ª                  | Okaya                | •                    | •                    | •                    | •                    | [ 4 ]                |
| 2006– 2008 | Não houve competição | Não houve competição | Não houve competição | Não houve competição | Não houve competição | Não houve competição | Não houve competição |
| 2009       | Final                | Tóquio               | •                    | •                    | •                    | •                    | [ 5 ]                |
| 2010       | 5.ª                  | Karuizawa            | •                    | •                    | –                    | •                    | [ 6 ]                |
| 2011– 2012 | Não houve competição | Não houve competição | Não houve competição | Não houve competição | Não houve competição | Não houve competição | Não houve competição |
| 2013       | Final                | Fukuoka              | •                    | •                    | •                    | •                    | [ 7 ]                |
| 2014       | 6.ª                  | Nagoya               | •                    | •                    | –                    | •                    | [ 8 ]                |
| 2015       | Não houve competição | Não houve competição | Não houve competição | Não houve competição | Não houve competição | Não houve competição | Não houve competição |
| 2016       | 7.ª                  | Yokohama             | •                    | •                    | –                    | •                    | [ 9 ]                |

Legenda
- Final do Grand Prix ISU Júnior
- –  Evento não disputado neste ano

## Lista de medalhistas

### Individual masculino
| Evento                    | Ouro                          | Prata                            | Bronze                          |
| Nagano 1999 (detalhes)    | Soshi Tanaka · Japão          | Ma Xiaodong · China              | Stéphane Lambiel · Suíça        |
| 2000                      | Não houve competição          | Não houve competição             | Não houve competição            |
| Nagano 2001 (detalhes)    | Daisuke Takahashi · Japão     | Ari-Pekka Nurmenkari · Finlândia | Shawn Sawyer · Canadá           |
| 2002                      | Não houve competição          | Não houve competição             | Não houve competição            |
| Okaya 2003 (detalhes)     | Evan Lysacek · Estados Unidos | Kazumi Kishimoto · Japão         | Nobunari Oda · Japão            |
| 2004                      | Não houve competição          | Não houve competição             | Não houve competição            |
| Okaya 2005 (detalhes)     | Takahiko Kozuka · Japão       | Guan Jinlin · China              | Sergei Voronov · Rússia         |
| 2006–2008                 | Não houve competição          | Não houve competição             | Não houve competição            |
| Tóquio 2009 (detalhes)    | Yuzuru Hanyu · Japão          | Song Nan · China                 | Ross Miner · Estados Unidos     |
| Karuizawa 2010 (detalhes) | Andrei Rogozine · Canadá      | Max Aaron · Estados Unidos       | Abzal Rakimgaliev · Cazaquistão |
| 2011–2012                 | Não houve competição          | Não houve competição             | Não houve competição            |
| Fukuoka 2013 (detalhes)   | Jin Boyang · China            | Adian Pitkeev · Rússia           | Nathan Chen · Estados Unidos    |
| Nagoya 2014 (detalhes)    | Jin Boyang · China            | Shoma Uno · Japão                | Dmitri Aliev · Rússia           |
| 2015                      | Não houve competição          | Não houve competição             | Não houve competição            |
| Yokohama 2016 (detalhes)  | Cha Jun-hwan · Coreia do Sul  | Vincent Zhou · Estados Unidos    | Alexey Erokhov · Rússia         |

### Individual feminino
| Evento                    | Ouro                           | Prata                         | Bronze                              |
| Nagano 1999 (detalhes)    | Jennifer Kirk · Estados Unidos | Yukari Nakano · Japão         | Marianne Dubuc · Canadá             |
| 2000                      | Não houve competição           | Não houve competição          | Não houve competição                |
| Nagano 2001 (detalhes)    | Akiko Suzuki · Japão           | Yukari Nakano · Japão         | Fang Dan · China                    |
| 2002                      | Não houve competição           | Não houve competição          | Não houve competição                |
| Okaya 2003 (detalhes)     | Miki Ando · Japão              | Mai Asada · Japão             | Aki Sawada · Japão                  |
| 2004                      | Não houve competição           | Não houve competição          | Não houve competição                |
| Okaya 2005 (detalhes)     | Aki Sawada · Japão             | Xu Binshu · China             | Juliana Cannarozzo · Estados Unidos |
| 2006–2008                 | Não houve competição           | Não houve competição          | Não houve competição                |
| Tóquio 2009 (detalhes)    | Kanako Murakami · Japão        | Polina Shelepen · Rússia      | Christina Gao · Estados Unidos      |
| Karuizawa 2010 (detalhes) | Risa Shoji · Japão             | Kiri Baga · Estados Unidos    | Kexin Zhang · China                 |
| 2011–2012                 | Não houve competição           | Não houve competição          | Não houve competição                |
| Fukuoka 2013 (detalhes)   | Maria Sotskova · Rússia        | Serafima Sakhanovich · Rússia | Evgenia Medvedeva · Rússia          |
| Nagoya 2014 (detalhes)    | Serafima Sakhanovich · Rússia  | Yuka Nagai · Japão            | Elizabet Tursynbayeva · Cazaquistão |
| 2015                      | Não houve competição           | Não houve competição          | Não houve competição                |
| Yokohama 2016 (detalhes)  | Kaori Sakamoto · Japão         | Marin Honda · Japão           | Mako Yamashita · Japão              |

### Duplas
| Evento                  | Ouro                                                             | Prata                                                            | Bronze                                                           |
| Nagano 1999 (detalhes)  | Zhang Dan · Zhang Hao · China                                    | Chantel Poirier · Craig Buntin · Canadá                          | Larisa Spielberg · Craig Joeright · Estados Unidos               |
| 2000                    | Não houve competição                                             | Não houve competição                                             | Não houve competição                                             |
| Nagano 2001 (detalhes)  | Carla Montgomery · Ryan Arnold · Canadá                          | Jessica Dubé · Samuel Tetrault · Canadá                          | nenhum outro competidor                                          |
| 2002                    | Não houve competição                                             | Não houve competição                                             | Não houve competição                                             |
| Okaya 2003 (detalhes)   | Jessica Dubé · Bryce Davison · Canadá                            | Michelle Cronin · Brian Shales · Canadá                          | Brooke Castile · Benjamin Okolski · Estados Unidos               |
| 2004                    | Não houve competição                                             | Não houve competição                                             | Não houve competição                                             |
| Okaya 2005 (detalhes)   | Kendra Moyle · Andy Seitz · Estados Unidos                       | Ksenia Krasilnikova · Konstantin Bezmaternikh · Rússia           | Bianca Butler · Joseph Jacobsen · Estados Unidos                 |
| 2006–2008               | Não houve competição                                             | Não houve competição                                             | Não houve competição                                             |
| Tóquio 2009 (detalhes)  | Sui Wenjing · Han Cong · China                                   | Narumi Takahashi · Mervin Tran · Japão                           | Zhang Yue · Wang Lei · China                                     |
| 2010–2012               | 2010 não houve disputa de duplas; 2011–2012 não houve competição | 2010 não houve disputa de duplas; 2011–2012 não houve competição | 2010 não houve disputa de duplas; 2011–2012 não houve competição |
| Fukuoka 2013 (detalhes) | Yu Xiaoyu · Jin Yang · China                                     | Maria Vigalova · Egor Zakroev · Rússia                           | Lina Fedorova · Maxim Miroshkin · Rússia                         |
| 2014–2016               | Não houve competição; 2014 e 2016 não houve disputa de duplas    | Não houve competição; 2014 e 2016 não houve disputa de duplas    | Não houve competição; 2014 e 2016 não houve disputa de duplas    |

### Dança no gelo
| Evento                    | Ouro                                              | Prata                                             | Bronze                                               |
| Nagano 1999 (detalhes)    | Flavia Ottaviani · Massimo Scali · Itália         | Tanith Belbin · Benjamin Agosto · Estados Unidos  | Svetlana Kulikova · Arseni Markov · Rússia           |
| 2000                      | Não houve competição                              | Não houve competição                              | Não houve competição                                 |
| Nagano 2001 (detalhes)    | Miriam Steinel · Vladimir Tsvetkov · Alemanha     | Nathalie Péchalat · Fabian Bourzat · França       | Daria Borisova · Alexandr Chepurnov · Rússia         |
| 2002                      | Não houve competição                              | Não houve competição                              | Não houve competição                                 |
| Okaya 2003 (detalhes)     | Natalia Mikhailova · Arkadi Sergeev · Rússia      | Elena Romanovskaya · Alexander Grachev · Rússia   | Lauren Senft · Leif Gislason · Canadá                |
| 2004                      | Não houve competição                              | Não houve competição                              | Não houve competição                                 |
| Okaya 2005 (detalhes)     | Anastasia Platonova · Andrei Maximishin · Rússia  | Rina Thieleke · Sascha Rabe · Alemanha            | Polina Jakobs · Alexander Baidukov · Rússia          |
| 2006–2008                 | Não houve competição                              | Não houve competição                              | Não houve competição                                 |
| Tóquio 2009 (detalhes)    | Ksenia Monko · Kirill Khaliavin · Rússia          | Elena Ilinykh · Nikita Katsalapov · Rússia        | Maia Shibutani · Alex Shibutani · Estados Unidos     |
| Karuizawa 2010 (detalhes) | Alexandra Stepanova · Ivan Bukin · Rússia         | Ekaterina Pushkash · Jonathan Guerreiro · Rússia  | Geraldine Bott · Neil Brown · França                 |
| 2011–2012                 | Não houve competição                              | Não houve competição                              | Não houve competição                                 |
| Fukuoka 2013 (detalhes)   | Anna Yanovskaya · Sergey Mozgov · Rússia          | Kaitlin Hawayek · Jean-Luc Baker · Estados Unidos | Lorraine McNamara · Quinn Carpenter · Estados Unidos |
| Nagoya 2014 (detalhes)    | Madeline Edwards · Zhao Kai Pang · Canadá         | Alla Loboda · Pavel Drozd · Rússia                | Rachel Parsons · Michael Parsons · Estados Unidos    |
| 2015                      | Não houve competição                              | Não houve competição                              | Não houve competição                                 |
| Yokohama 2016 (detalhes)  | Rachel Parsons · Michael Parsons · Estados Unidos | Anastasia Shpilevaya · Grigory Smirnov · Rússia   | Angélique Abachkina · Louis Thauron · França         |